# Provincia de Barbacoas
La provincia de Barbacoas fue una división administrativa y territorial de la República de la Nueva Granada, creada por medio de la ley del 8 de junio de 1846, con los cantones occidentales de la provincia de Pasto y los cantones meridionales de la provincia de Buenaventura. La provincia existió hasta el 22 de mayo de 1855, cuando fue suprimida y su territorio repartido entre las provincias de Pasto y de Popayán.

## Historia

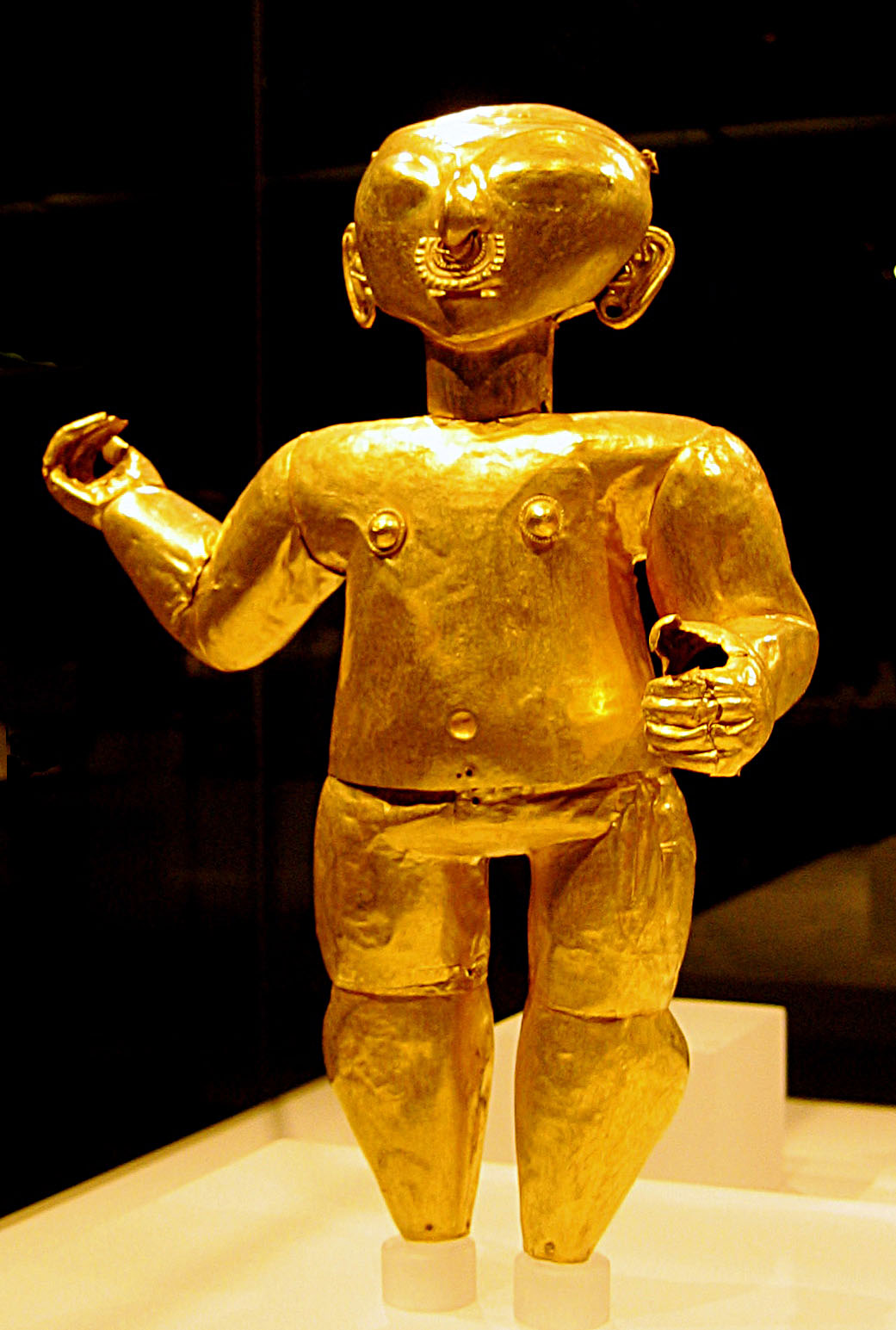
Figura de oro de la cultura Tumaco-La Tolita.

La provincia en la época precolombina estuvo habitada por aborígenes pertenecientes a la cultura Tumaco-La Tolita, que se caracterizaron por sus elaborados artefactos hechos de oro. Los artículos encontrados hasta el momento de dicha cultura datan de entre el 600 a. C. y el 400 d. C.
Para el momento de la llegada de Colón a América, en la entonces denominada Provincia Indígena de Barbacoas, única región del hoy departamento del Cauca organizado como nación indígena (similar a la confederación muisca), habitaban tres grupos indígenas distintos: los barbacoas, los telembíes y los iscuandés, con número aproximado a los 12.000 individuos. Según varios reportes de la época, estas tribus nombraban a tres ancianos y el grupo conjunto conformaba un senado que regía toda la nación.
Aproximadamente hacia 1590, el gobernador de la provincia de Popayán emprendió la conquista de esta región, que se demoró unos 10 años debido a lo aguerrido del carácter de sus pobladores. Finalmente en 1600, Francisco Parada y soldados provenientes de Popayán, Quito y Pasto, tras varias duras batallas, logró conquistar el territorio, matando más de la mitad de los indígenas barbacoas. Al ocurrir esto, las otras tribus pidieron la tregua. Al concluir esta, los iscuandés y los barbacoas fueron sometidos, pero no los telembíes, que sufrieron el empalamiento a manos de Parada. Después de la completa reducción de los habitantes, Parada fundó la ciudad de Barbacoas, que se convirtió en capital de esta región.
Durante la colonia, el territorio perteneció inicialmente a las gobernaciones y provincias de Quito y Popayán, si bien, desde el siglo XVIII formó parte sólo de la provincia de Popayán. Después de la independencia, en 1821, el territorio pasó a integrar el departamento grancolombiano del Cauca hasta 1831. En 1843, se erigió el valle central del río Patía como una nueva provincia. Más tarde en 1857, las provincias de Buenaventura, Cauca, Chocó, Pasto y Popayán, y el territorio del Caquetá, constituyeron el Estado Soberano del Cauca, convertido en departamento por la reforma constitucional en 1886.

## Geografía

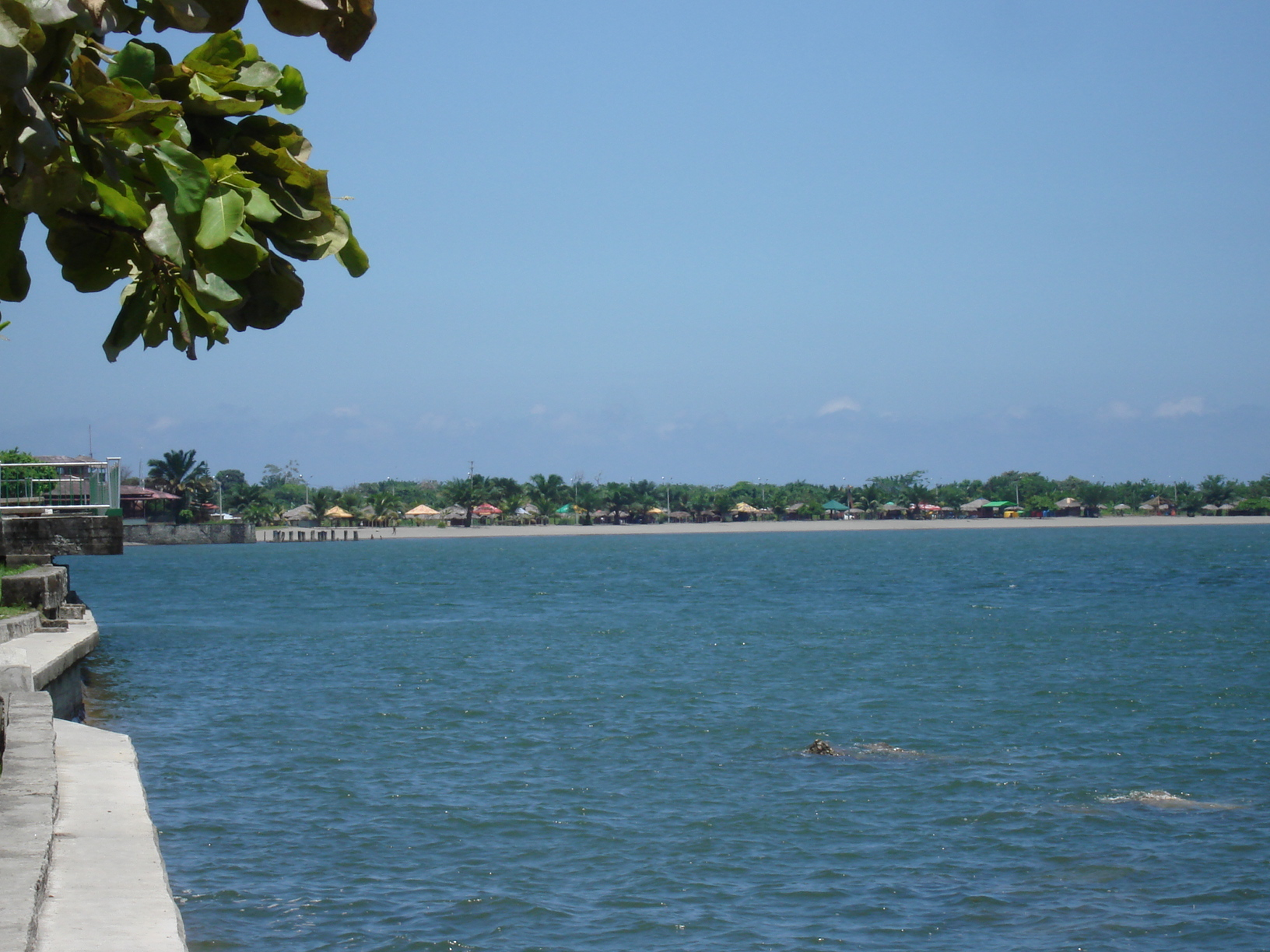
Playas de la bahía de Tumaco.

### Límites
Al momento de su erección, Barbacoas confinaba con las siguientes provincias (siguiendo el sentido de las agujas del reloj): Buenaventura, Popayán, y Túquerres. Los límites entre provincias no estaban del todo claros, pero Agustín Codazzi durante las expediciones que se llevaron a cabo durante la Comisión Corográfica (1850-1859), realizó una minuciosa descripción de los linderos, así como de la geografía de la mayoría de las provincias que conformaban la República de la Nueva Granada.
A grandes rasgos, los límites que correspondían a la Provincia de Barbacoas en 1855 comenzaban en la boca de la quebrada El Pital, en el océano Pacífico, aguas arriba hasta el punto donde caen las aguas del río Agua Clara al Chucrí; desde aquí siguiendo las cumbres de la Cordillera Occidental hasta el cerro Coconegro, pasando por los cerros Boquerón y Guapí, y los ríos San Juan y Timbiquí.
Después por el río Patía hasta el cerro Sotomayor, y de este por el río Yaguapí aguas abajo hasta su unión con el Telembí, siguiendo luego por el curso del río Yambí hasta su cabecera en el cerro Quesbí, de allí al cerro Cartagena y pasando por los ríos Pususquer y Chucures hasta su boca. La frontera continuaba hasta la cabecera del río La Vega, atravesaba el Yalambí y la quebrada Pialque hasta llegar al cerro Carrizal. Finalmente desde allí recorría las cumbres de la cordillera para llegar al río Mira y este aguas abajo hasta su desembocadura en el océano Pacífico.

### Aspecto físico
La provincia de Barbacoas comprendía lo que actualmente es la parte occidental del departamento colombiano del Nariño. La característica predominante era el valle del río Patía, que aguas arriba se estrecha y forma la Hoz de Minamá. Las cumbres de la Cordillera Occidental definían en gran parte el límite oriental de la provincia. Las selvas cubrían buena parte de la región.

### División territorial

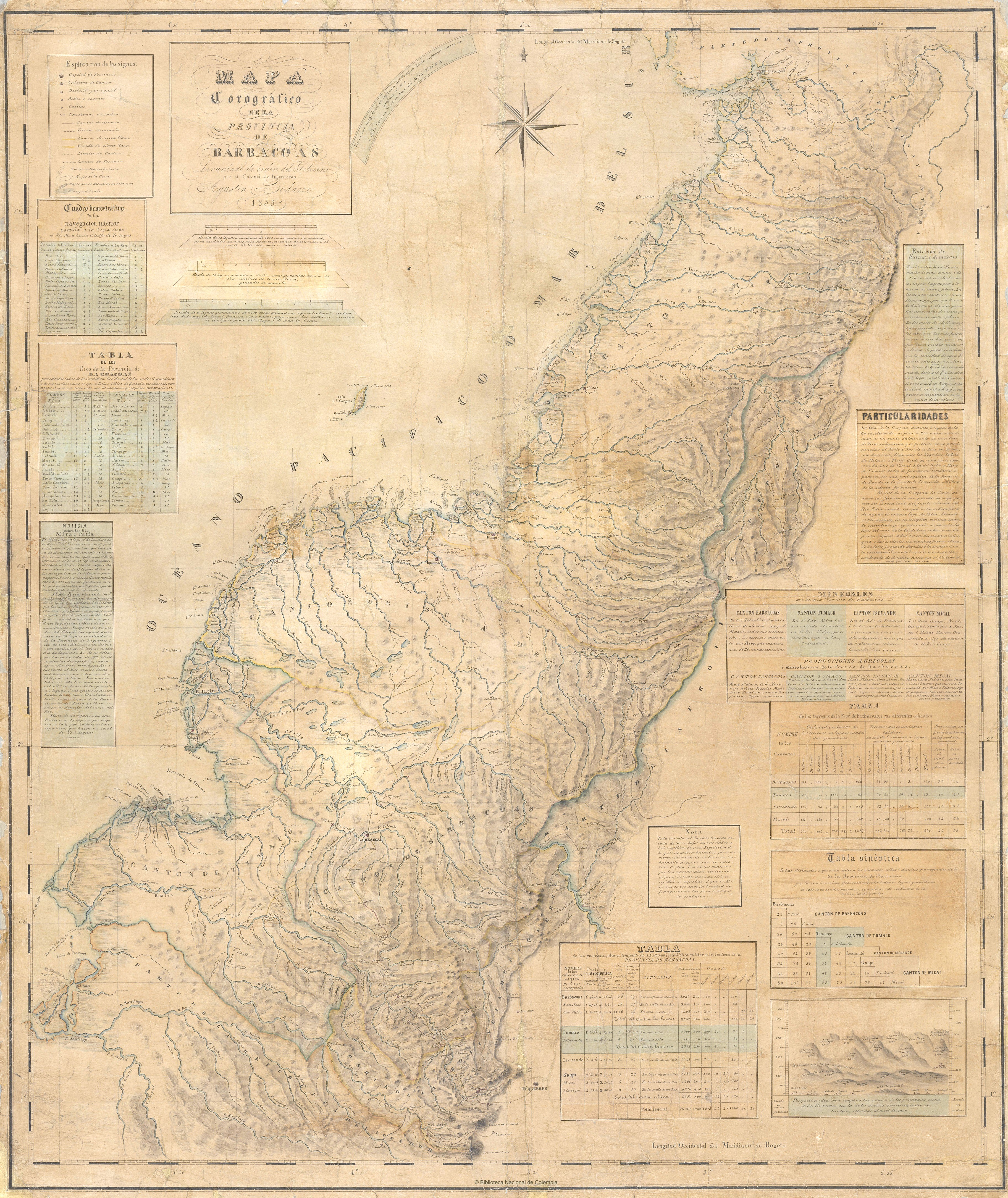
Mapa de la provincia de Barbacoas en 1853.

La provincia durante su existencia estuvo dividida en los cantones de Barbacoas, Iscuandé, Tumaco y Guapi. Todos ellos estaban divididos en distritos parroquiales y aldeas, de la siguiente manera:
- Cantón de Barbacoas: Barbacoas, San José y San Pablo.
- Cantón de Guapi: Guapi, Micai y Timbiquí.
- Cantón de Iscuandé: Iscuandé.
- Cantón de Tumaco: Tumaco y Salahonda.

## Demografía
En 1843, la provincia contaba con 21 778 habitantes. Según el censo de 1851, la provincia contaba con 26 519 habitantes, de los cuales 13 488 eran hombres y 13 031 eran mujeres.